# Галл-Лейк (Вісконсин)
Галл-Лейк (англ. Gull Lake) — місто (англ. town) в США, в окрузі Вошберн штату Вісконсин. Населення — 198 осіб (2020).

## Демографія
Згідно з переписом 2010 року, у місті мешкало 186 осіб у 85 домогосподарствах у складі 63 родин. Було 223 помешкання
Расовий склад населення:
| - 97,8 % — білих - 1,1 % — корінних американців - 0,5 % — чорних або афроамериканців - 0,5 % — азіатів |

До двох чи більше рас належало 0,0 %. Частка іспаномовних становила 0,0 % від усіх жителів.
За віковим діапазоном населення розподілялося таким чином: 12,9 % — особи молодші 18 років, 61,8 % — особи у віці 18—64 років, 25,3 % — особи у віці 65 років та старші. Медіана віку мешканця становила 52,7 року. На 100 осіб жіночої статі у місті припадало 113,8 чоловіків;  на 100 жінок у віці від 18 років та старших — 110,4 чоловіків також старших 18 років.
Середній дохід на одне домашнє господарство  становив 97 580 доларів США (медіана — 47 250), а середній дохід на одну сім'ю — 131 255 доларів (медіана — 59 375). Медіана доходів становила 35 000 доларів для чоловіків та 26 635 доларів для жінок. За межею бідності перебувало 6,9 % осіб, у тому числі 3,7 % дітей у віці до 18 років та 5,7 % осіб у віці 65 років та старших.
Цивільне працевлаштоване населення становило 104 особи. Основні галузі зайнятості: виробництво — 32,7 %, роздрібна торгівля — 19,2 %, освіта, охорона здоров'я та соціальна допомога — 11,5 %, мистецтво, розваги та відпочинок — 7,7 %.